# 郭泰
郭 泰（かく たい、128年 - 169年）は、中国後漢代の儒者。字は林宗。太原郡界休県の人。当時の名儒を数え上げた八顧の一人。後漢書では、編者の范曄が父の諱を避けて「郭太」「郭林宗」と表記される。

## 来歴
代々貧賤の家柄だった。早くに父を亡くし、母は郭泰が県の役所に給事することを願ったが、郭泰は「大丈夫が斗筲の役など出来ましょうか」と言って辞めてしまった。屈伯彦の学問を学び、三年でこれを修めた。広く墳籍(古代聖賢の手による経籍)に通じ、談論を善くし、その発音は美しかった。
洛陽に遊学し、賈彪と共に太学の冠とされた。当時河南尹だった李膺は郭泰を大いに奇とし、親善を結んだため、郭泰の名は洛陽を震わせることになった。郷里に帰る際には、士大夫や儒者達が黄河のほとりまで見送りに訪れ、車は数千両にもなった。郭泰はただ李膺だけと同船し、多くの見送り客が神仙を見るようにこれを望んだ。
やがて司徒の黄瓊が招聘し、太常の趙典が有道に推挙したが、応じなかった。郭泰はただ人品の長所だけを褒め、欠点を論じることをしなかった。当時、宦官が政権を握って非難する事が出来なかったためであり、清談の始めとされる。党錮の禍によって名士達が多く被害を受けたが、郭泰と袁閎だけが禍を免れた。交際を絶って教授に専念し、弟子は1000人を数えた。
建寧元年（168年）、陳蕃、竇武が宦官との抗争に敗れて害されると、郭泰は、「人が亡びて国が衰亡する、臣民はいずこに帰するのか。」と嘆いた。明くる建寧2年(169年)春、家で死去した。享年42。四方の士人、1000人以上が会葬に集った。同志者達が共に石碑を立て、蔡邕が筆を取った。その後、蔡邕は盧植に言った。「私は多くの碑銘を書いたが、（その文章は装飾が多く）みな徳に恥じるものだった。ただ郭有道（郭泰）のものだけが恥じるところがない」。
郭泰は数多くの人物を評価して世に出し、党人をはじめとして当時の名士達がその門に集った。特に王允を、「一日千里をゆき、王佐の才なり」と評価した事が知られる。郷里の界休（現山西省介休市）は春秋時代晋の介子推、後漢の郭泰、北宋の文彦博を輩出したことから「三賢故里」と呼ばれている。